# سيطرة (نظرية الألعاب)
في نظرية اللعبة، تحدث الهيمنة الإستراتيجية (تسمى عادة الهيمنة ببساطة) عندما تكون الإستراتيجية أفضل من إستراتيجية أخرى لأحد اللاعبين، بغض النظر عن كيفية لعب خصوم اللاعب. يمكن حل العديد من الألعاب البسيطة باستخدام الهيمنة. عكس ذلك، عدم التواصل، يحدث في الألعاب حيث قد تكون إستراتيجية واحدة أفضل أو أسوأ من إستراتيجية أخرى للاعب واحد، وهذا يتوقف على كيفية لعب خصوم اللاعب.